# Jezioro Witosławskie (Pojezierze Południowokrajeńskie)
Jezioro Witosławskie – jezioro w woj. kujawsko-pomorskim, w powiecie nakielskim, w gminie Mrocza, leżące na terenie Pojezierza Południowokrajeńskiego.